# پاپ اوربان ششم
پاپ اوربان ششم (به انگلیسی: Urban VI) (تولد: ۱۳۱۸ - درگذشت :۱۵ اکتبر ۱۳۸۹) یکی از پاپ‌های کلیسای کاتولیک رم بود که در ناپل به دنیا آمد و از ۱۳۷۸ تا ۱۳۸۹ میلادی پاپ بود.